# BBÖ 12
Die Dampflokomotivreihe BBÖ 12 war eine Tenderlokomotivreihe der BBÖ für leichte schnelle Züge. Sie wurde von der Deutschen Reichsbahn als Reihe 69 eingeordnet, die Österreichischen Bundesbahnen behielten nach dem Zweiten Weltkrieg diese Bezeichnung bei.

## Vorläufer
Im Jahr 1907 wurden zwei Tenderlokomotiven der kkStB-Reihe 112 mit nur einer angetriebenen Achse für leichte schnelle Züge gebaut. Eine der beiden Lokomotiven wurde bereits 1929 ausgemustert, nachdem die beiden Lokomotiven bis dahin nicht ihrer Bauart entsprechend eingesetzt worden waren. Ab 1932 wurde ein nächtlicher Zeitungszug von Wien nach Linz eingeführt, wofür die 112 verwendet wurde und sich dabei gut bewähre.

## Geschichte
Daraufhin beschlossen die BBÖ erneut Tenderlokomotiven für leichte schnelle Züge mit nur einer angetriebenen Achse zu beschaffen. Aus Kostengründen wurde ein Umbau von C-n2-Tenderlokomotiven (1898, Krauss/Linz) durchgeführt. Jeweils ein Stück wurde von der Lokomotivfabrik Floridsdorf 1934 und 1937 fertiggestellt. Zum Umbau kamen die Maschinen 97.153 und 97.152. Der Kessel und die Steuerung wurden unverändert übernommen. Eine Ölfeuerung, deren Vorratsbehälter auf dem hinteren Teil des Langkessels installiert wurde, ermöglichte eine einmännige Bedienung. Die Maschinen bekamen eine Sonderlackierung, bei der die Wasserkästen und das Führerhaus hellgrün gestrichen wurden.
Im gleichen Zeitraum wurden von 1935 bis 1938 die Dampftriebwagen DT 1 gebaut die wie die Baureihen 112 und 12 für leichte schnelle Züge ausgelegt waren und sich gut bewährten.
1938 übernahm die Deutsche Reichsbahn die Maschinen als Baureihe 69.
1942 wurde die 69 001 ausgemustert und als Vorheizanlage Vz 44 weiterverwendet. Bei der ÖBB erhielt sie 1954 die Nummer 900721 und wurde 1956 verschrottet. Die 69 002 wurde im Jahr 1942 zu einem Brückenprobefahrzeug umgebaut und blieb auch als Streckenlokomotive im Bestand. Sie kam nach dem Zweiten Weltkrieg mit der Bezeichnung 69.02 zur ÖBB. 1973 bis 1976 war sie als Vorheizanlage Vz 01087 im Bestand. Die Maschine blieb erhalten und befindet sich im Eisenbahnmuseum Strasshof.